# Novoukraiinka, Rozdilna
Novoukraiinka (în ucraineană Новоукраїнка) este un sat în comuna Rozdilna din raionul Rozdilna, regiunea Odesa, Ucraina.

## Demografie
Componența lingvistică a localității Novoukraiinka
     Ucraineană (88,28%)
     Rusă (7,17%)
     Română (2,42%)
     Alte limbi (0,68%)
Conform recensământului din 2001, majoritatea populației localității Novoukraiinka era vorbitoare de ucraineană (88,28%), existând în minoritate și vorbitori de rusă (7,17%), română (2,42%) și armeană (1,07%).